# Wolfszeit (Album)
Wolfszeit ist das 2007 erschienene Debütalbum der deutschen Pagan-Metal-Band Varg. Es wurde 2019 noch einmal neu eingespielt und unter dem Titel Wolfszeit II veröffentlicht.

## Hintergrund
Das Album erschien am 30. März 2007 bei Heidenklangwerke in einer Erstauflage von 2000 nummerierten Jewel-Case-CDs und 1000 handnummerierten Digipaks. Die Aufnahmen fanden in den Helion Studios (München) statt. Als Producer zeichnete Seref-Alexander Badir verantwortlich und als Gastmusiker beteiligten sich René Berthiaume (Equilibrium), Gaby Köﬂ (ex-Haggard) und Ingo Tauer (Riger).

## Covergestaltung
Das Cover zeigt mittig einen rot gehaltenen Streifen mit einem Wolfskopf als zentrales Element. Die dominant blauen Streifen links und rechts zeigen ein heidnisches Heer in einem Wald. Über dem Wolfskopf ist das Bandlogo platziert, über alle drei Streifen hinweg ist am unteren Rand der Albumtitel zu sehen.

## Titelliste
| Nr. | Titel          | Autor(en)                       | Länge |
| --- | -------------- | ------------------------------- | ----- |
| 1   | Windzeit       | René Berthiaume                 | 1:40  |
| 2   | Wolfszeit      | Philipp Seiler, Sebastian Veick | 6:53  |
| 3   | Asatru         | Philipp Seiler                  | 4:10  |
| 4   | Skål           | Philipp Seiler, Sebastian Veick | 5:06  |
| 5   | Donareiche     | Philipp Seiler                  | 5:51  |
| 6   | Schlachtgebet  | Philipp Seiler                  | 1:36  |
| 7   | Heldentod      | Philipp Seiler                  | 6:43  |
| 8   | Blutdienst     | Philipp Seiler, Sebastian Veick | 4:02  |
| 9   | Das Alte Feuer | Philipp Seiler, Sebastian Veick | 6:26  |
| 10  | Weltenbrand    | Philipp Seiler                  | 2:43  |

## Musikalische Aspekte
In einer Rezension wurde die Musik als „Pagan/ Heiden-Metal“ (sic!) kategorisiert, der gekennzeichnet sei durch „treibende Doublebass, groovende Gitarrenläufe mit den typischen Pagan-Melodien“ und einem Sänger, der „zwischen Growls, Krächzen und klaren Gesängen“ variiere. Auch bei dem niederländischen Webzine Folk-Metal.nl wurde die Musik als Pagan Metal beschrieben. Textlich wurden beim Rezensenten Erinnerungen an Mithotyn, Heidevolk oder Manegarm geweckt. An anderer Stelle wurde auch die Kategorie Viking Metal bemüht. Ein wiederkehrendes Stilelement des Albums sind zudem Akustikparts.

## Rezeption
Bei seiner Rezension des Albums merkt Wolf-Rüdiger Mühlmann vom Rock Hard an, dass er mit den heidnisch orientierten Texten stellenweise nicht warm wird. Musikalisch jedoch hätten sich die „Wolfsheuler als mitreißende, technische versierte und vor allem songschreiberisch patente Experten“ erwiesen. So urteilte er: Die „Truppe schmiedet Stahl statt Plastik. Pagan-Metal, wie er sein sollte, wie es nur ganz wenige deutsche Bands hinbekommen.“
Auch bei Bloodchamber brachte der Rezensent seine Ermüdungserscheinungen gegenüber „Wald-und-Wiesen-und-Heiden-Thematik“ zum Ausdruck. Kritisch hielt er fest, dass die Band es nicht schaffe, „an die Vorbilder Ensiferum oder Finntroll heran zu reichen, eine Zusammenrottung wie Equilibrium“ allerdings „locker in den Sack“ stecke. Beim Eternity Magazin hingegen wurde ein „beachtliches Komplettpaket“ konstatiert und der Band attestiert, dass Potenzial „mehr als vorhanden“ sei und man das Debüt „anders als herausragend [...] fast nicht bezeichnen“ könne.

## Wolfszeit II
Zwölf Jahre nach der Erstveröffentlichung spielte die Band das Debütalbum Wolfszeit unter dem Namen Wolfszeit II in der Besetzung Freki (Gesang, Gitarre), Morkai (Gitarre), Garm (Gitarre, Bass), Fenrier (Schlagzeug) sowie Fylgja (Gesang) noch einmal neu ein. Die Arrangements wurden geringfügig verändert und Einflüsse der neueren Alben wurden eingebunden. Abweichend vom Original wurde das Outro (Weltenbrand) von Fylgja eingesungen und Sänger Freki erweiterte seinen Stil erstmals um sogenannte Growls. Auch ist die Gesamtspielzeit mit 45 Minuten und 7 Sekunden geringfügig kürzer. Zudem wurde das Cover neugestaltet: Es zeigt mittig einen zähnefletschenden Wolf in Frontalansicht und mit etwas Abstand hinter ihm ein heidnisches Heer sowie einen in fahles Licht getauchten blätterlosen Wald. Am oberen Bildrand ist in großer Schrift in gelb und etwas rot der Name der Band zu lesen, am unteren Bildrand zweizeilig der Albumtitel.
Die Neueinspielung stieg am 14. Juni 2019, eine Woche nach Erscheinen, auf Platz 94 in die deutschen Albumcharts ein und verblieb dort eine Woche.